# Sputnik V
Il Gam-COVID-Vac (in russo Гам-КОВИД-Вак?, nome commerciale Sputnik V) è un vaccino contro il SARS-CoV-2, l'agente virale che è causa della malattia infettiva nota come COVID-19, attualmente in sperimentazione di fase 3 in Russia presso il Centro nazionale di ricerca epidemiologica e microbiologica N. F. Gamaleja sotto la guida del dottore in scienze biologiche e membro corrispondente dell'Accademia russa delle scienze Denis Jur'evič Logunov e dal Centro virologico dell'Istituto di ricerca di microbiologia del Ministero della difesa della Federazione Russa, sviluppatore in precedenza di vaccini contro l'Ebola e la MERS. Il vaccino è stato sviluppato da un'organizzazione governativa che ha lavorato su precedenti possibili candidati vaccini contro il coronavirus. Non contiene l'agente patogeno, ma utilizza come vettore delle particelle di adenovirus umano (un vettore diverso per ognuna delle due dosi di somministrazione) ricombinante che contengono la proteina S, una proteina presente nell'involucro del SARS-CoV-2 contro la quale vengono prodotti gli anticorpi.
Gli sviluppatori hanno ricevuto un trattamento favorevole dalle autorità governative russe, che hanno permesso loro di combinare la prima e la seconda fase degli studi e successivamente ricevere la registrazione del farmaco prima della fine della Fase III degli studi clinici (iniziata il 26 agosto 2020 a Mosca). L'efficacia dichiarata, su più di 18.000 volontari, risulterebbe superiore al 95%, anche se esperti indipendenti notano che non vi è evidenza dell'efficacia del vaccino fino alla fine della Fase III. Il Ministero della Salute della Federazione Russa ha emesso una registrazione temporanea per un vaccino fino al 1º gennaio 2021, provvedimento utilizzato per i farmaci importanti per la protezione della salute in caso di emergenza.
Dal 5 dicembre 2020 a Mosca e dal 10 dicembre in altre regioni della Russia è iniziata la campagna di vaccinazione gratuita: i primi ad essere vaccinati sono i gruppi a rischio che vanno dai 18 ai 60 anni, inclusi i lavoratori delle istituzioni mediche ed educative (medici, insegnanti) e gli assistenti sociali.
Il 2 febbraio 2021 la rivista scientifica The Lancet ha pubblicato un articolo contenente i risultati della Fase II di sperimentazione del vaccino, da cui si evince un'efficacia del vaccino del 91,6%. Il 4 marzo 2021 l'Agenzia europea per i medicinali ha avviato la revisione dello Sputnik V per la sua distribuzione commerciale nell'Unione Europea: la domanda di approvazione è stata richiesta dalla filiale tedesca del gruppo farmaceutico russo R-Pharm.
Secondo l'Istituto Panrusso di Sociologia "Levada Center", a marzo 2021 il 70% dei russi non si vuole vaccinare con Sputnik. Invece secondo altri sondaggi datati aprile 2021 e riportati da Rai News "il 53% della popolazione russa, e il 50% degli operatori sanitari russi, crede che Sputnik V sia in grado di fermare il coronavirus. Gli scettici sono circa un quarto".
Il Ministero della Salute della Federazione Russa ha dichiarato che, al settembre 2021, solamente il 12% dei russi si è vaccinato.

## Descrizione
Gam-COVID-Vac è un vettore virale basato su adenovirus umano inattivo che è stato fuso con il peplomero di SARS-CoV-2 al fine di stimolare una risposta immunitaria.
Il vaccino è ottenuto con metodo biotecnologico, che non utilizza il virus SARS-CoV-2, patogeno per l'uomo. La preparazione è composta da due componenti: l'adenovirus ricombinante di tipo 5 (Ad5) e di tipo 26 (Ad26), entrambi utilizzati come vettori. La prima dose del vaccino si basa sul componente Ad26, mentre il richiamo viene effettuato 21 giorni dopo utilizzando il componente Ad5, in modo tale che il corpo umano riesca ad aumentare la risposta immunitaria.
Il farmaco può essere rilasciato in due forme: congelato (temperatura di conservazione −18 °C) e liofilizzato (designato come "Gam-COVID-Vac-Lyo", temperatura di conservazione 2-8 °C): il primo è più economico e tecnologicamente più avanzato nella produzione, mentre il secondo è più conveniente per lo stoccaggio e il trasporto. Secondo il direttore del Centro Gamaleya Aleksandr Gincburg, la vaccinazione della maggior parte della popolazione della Russia, in base alla capacità disponibile, richiederà 9-12 mesi.
Il 23 ottobre 2020, il ministro della salute Michail Muraško ha affermato che la vaccinazione contro l'infezione da coronavirus sarà gratuita per tutti i cittadini russi dopo il lancio di grandi volumi di produzione di Gam-COVID-Vac. A dicembre del 2020, il ministero della salute russo registrò il prezzo di vendita massimo del produttore per lo Sputnik V a 1 942 rubli per due componenti, abbassato nel febbraio 2021 a 866,21 rubli.
Il governo russo ha incluso lo Sputnik V nell'elenco dei medicinali vitali ed essenziali. La vaccinazione contro il COVID-19 in Russia è stata inclusa anche nel calendario nazionale delle profilassi.

## Sviluppo

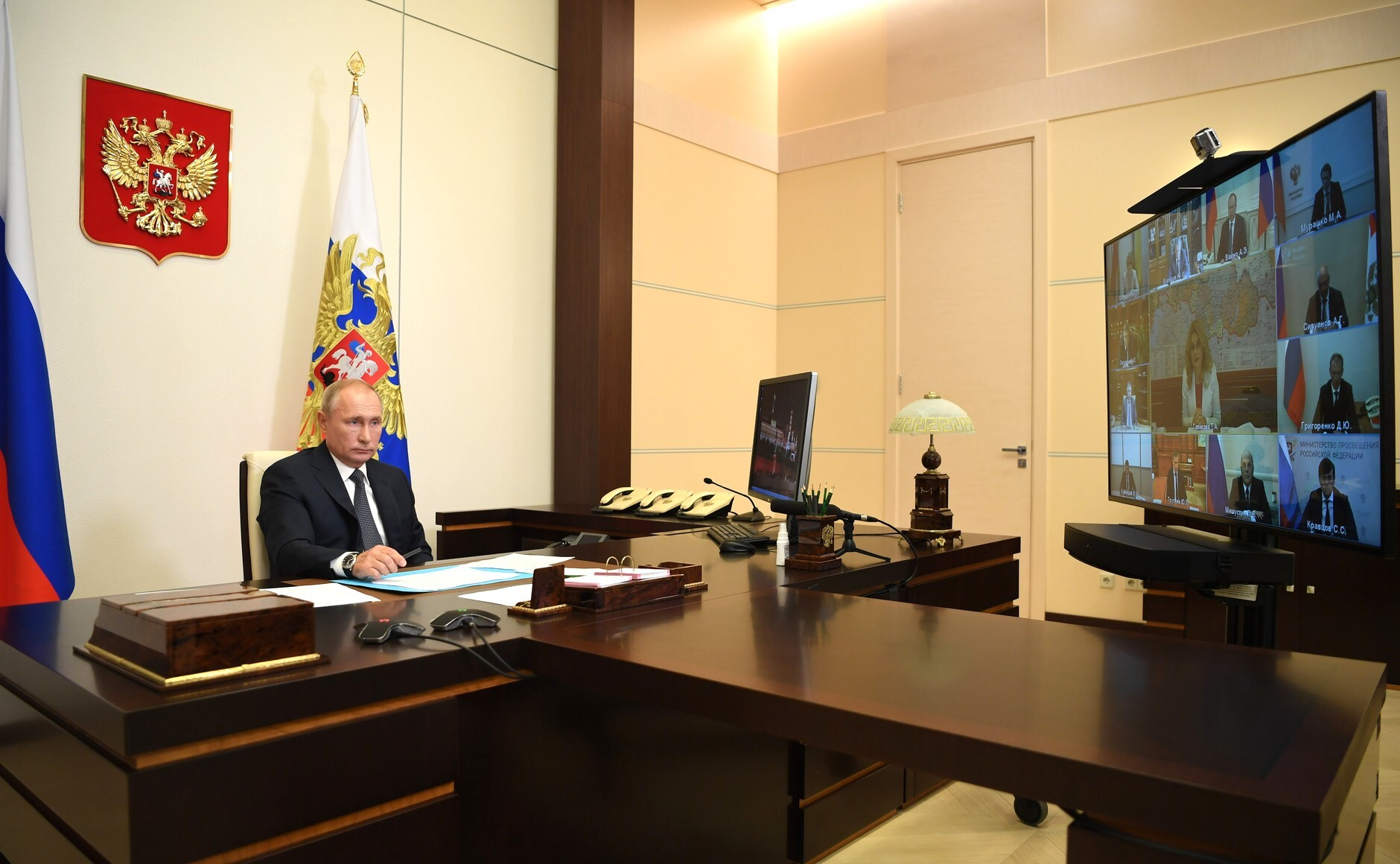
L'incontro del presidente Putin con i membri del governo l'11 agosto 2020 tramite videoconferenza, durante il quale ha annunciato un vaccino registrato condizionatamente contro il COVID-19

Nel maggio 2020, il Centro nazionale di ricerca epidemiologica e microbiologica N. F. Gamaleja ha annunciato di aver in corso di sviluppo un vaccino contro la COVID-19. Gli studi preliminari sull'uomo sono iniziati il 18 giugno, con nove volontari sul vaccino principale e nove che hanno ricevuto la dose di richiamo.
L'11 agosto 2020, il presidente russo Vladimir Putin ha annunciato l'approvazione normativa del vaccino, prima ancora che fosse entrato nelle sperimentazioni della Fase III, quella in grado di dimostrarne la sicurezza e l'efficacia contro COVID-19 e la capacità di prevenire l'infezione nella popolazione generale.
Secondo il certificato di registrazione per il vaccino, non può essere ampiamente utilizzato in Russia se non dal 1º gennaio 2021, ma deve essere fornito a "un piccolo numero di cittadini di gruppi vulnerabili", come personale medico e anziani.
L'approvazione anticipata del vaccino ha fatto sì che esperti del settore, sia esteri sia russi, si siano trovati concordi nel richiedere prove di sicurezza (come è la norma per un ritrovato che si candida e essere usato come vaccino contro un agente infettivo, una volta che abbia superato gli studio delle fasi I e II), avendo il vaccino una percentuale di successo solo del 16%.
Senza la Fase III, infatti, non è possibile sapere se il vaccino è efficace e sicuro per la somministrazione di massa. L'11 agosto 2020, un portavoce dell'Organizzazione mondiale della sanità ha dichiarato che non è possibile usare un vaccino, o altri farmaci, senza aver completato le tre fasi richieste e senza aver valutato i dati di sicurezza ed efficacia.
Il 21 dicembre 2020, il Fondo russo per gli investimenti diretti (RDIF), il Centro Gamaleja, l'azienda farmaceutica russa R-Pharm e l'azienda farmaceutica anglo-svedese AstraZeneca hanno firmato un accordo per sviluppare e implementare un programma di sperimentazione clinica riguardo ad una possibile combinazione di vaccini contro il Sars-Cov-2. Le parti hanno convenuto di sviluppare relazioni scientifiche e commerciali, nell'ambito delle quali saranno esplorate le possibilità di un impiego congiunto del vaccino russo Sputnik V e del farmaco AZD1222, sviluppato da AstraZeneca e dall'Università di Oxford, per una protezione più persistente e a lungo termine degli esseri umani dal coronavirus.

## Interesse internazionale

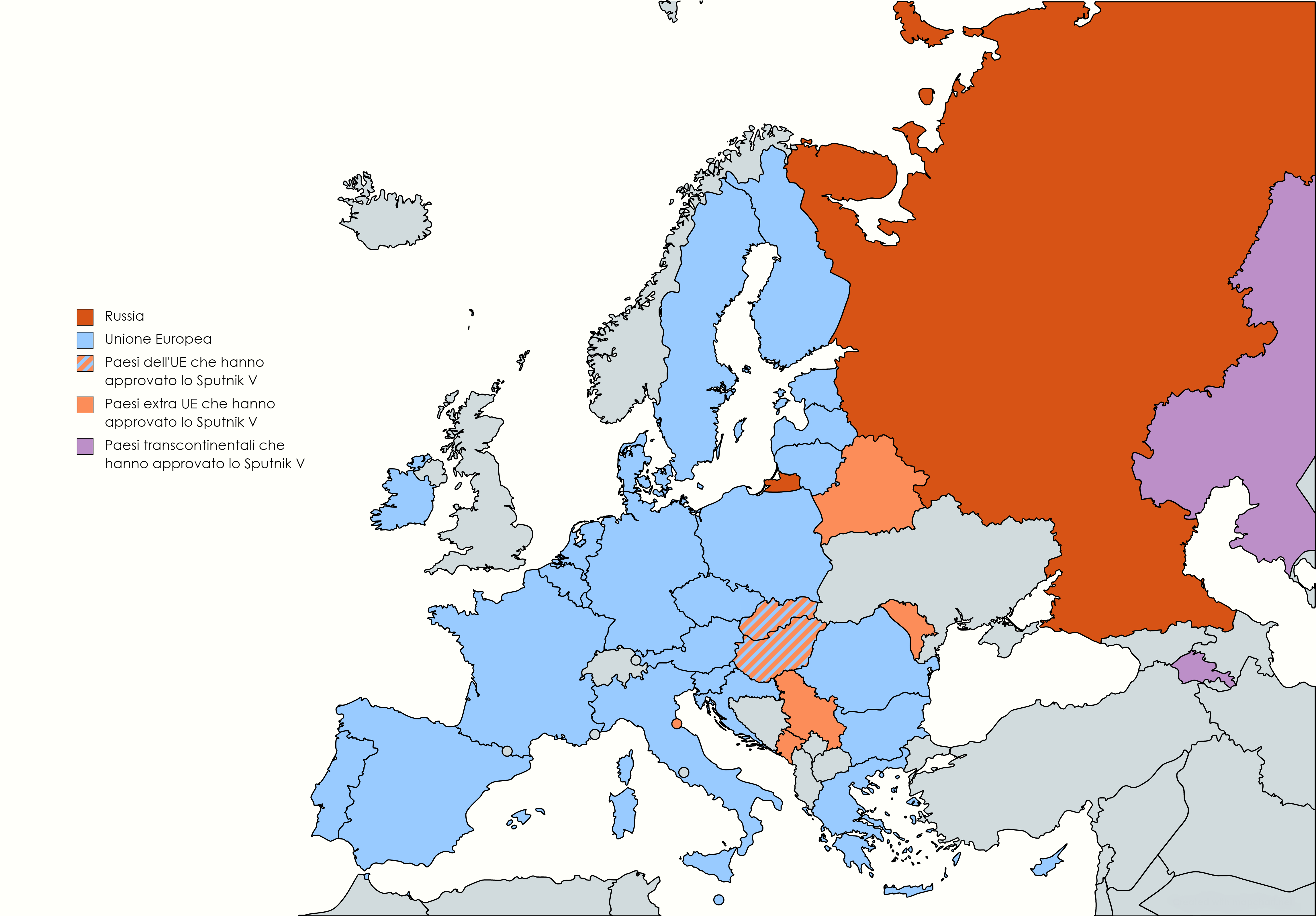
Approvazione dello Sputnik V in Europa
(Aggiornamento: 5 marzo 2021)

Paesi stranieri che hanno approvato lo Sputnik V (celeste), paesi che hanno ordinato dosi di Sputnik V (verde scuro) e paesi interessati a ottenere il vaccino (verde chiaro)

Secondo le dichiarazioni di Kirill Aleksandrovič Dmitriev, amministratore delegato del Russian Direct Investment Fund, nella prima settimana di dicembre sono pervenute richieste per l'acquisto di 1,2 miliardi di dosi di vaccino da più di 50 paesi e per l'approvazione del vaccino in 40 paesi..
Il 29 dicembre 2020 è stata approvata la somministrazione del vaccino Sputnik V in Argentina e il 1º gennaio 2021 in Serbia.
Il 2 febbraio 2021, il The Wall Street Journal ha pubblicato un articolo riguardo alle dosi richieste da diversi paesi. Il numero totale sarebbe 2,4 miliardi di dosi.
A maggio 2021, Sputnik V risultava registrato in 65 paesi del mondo per una popolazione di 3,5 miliardi di persone.

### Unione Europea
Il 29 gennaio il Russian Direct Investiment Fund ha dichiarato di aver presentato una domanda all'Agenzia europea per i medicinali per effettuare la registrazione del vaccino e diffonderlo nell'Unione Europea. Il 10 febbraio, l'EMA ha annunciato di non aver ricevuto nessuna richiesta o autorizzazione all'immissione in commercio per il vaccino. La presidente della Commissione Europea Ursula von der Leyen ha criticato la Federazione russa riguardo alla lenta campagna di vaccinazione, accusandola di pubblicizzare il loro vaccino nonostante loro stessi abbiano dei ritardi.
In risposta all'EMA, l'RDIF, tramite un tweet del 19 febbraio dal profilo promozionale dello Sputnik V, afferma di aver inviato la richiesta, postando uno screenshot che proverebbe l'avvenuta richiesta. Riguardo alla lenta campagna vaccinale, l'RDIF ha affermato che le dosi del vaccino per gli Europei saranno offerte solo dopo l'approvazione dell'EMA e al termine della vaccinazione di massa in Russia previsto per giugno 2021.
Il documento dell'EMA, come riportato sul sito ufficiale, dichiara che la revisione dello Sputnik V è stata affidata ai medici del Committee for Medicinal Products for Human Use (CHMP): infatti, dopo aver ricevuto la conferma dalla COVID-19 EMA pandemic Task Force (COVID-ETF), l'RDIF potrà richiedere la domanda per la revisione del vaccino.
L'ex direttore esecutivo dell'EMA Guido Rasi, in un'intervista su Rai 1, ha dichiarato che ciò che sta facendo la Russia è solo un “gioco furbo”, mentre Marco Cavaleri, presidente della task force sui vaccini dell’EMA, ha dichiarato in un’intervista a La Stampa che i russi hanno inviato dei dati non sufficienti secondo la burocrazia e il regolamento dell'Agenzia europea per i medicinali.
Da quanto emerge dall'incontro tra l’Istituto nazionale per le malattie infettive e il Centro nazionale di ricerca epidemiologica e microbiologica N. F. Gamaleja, anche l'assessore alla Sanità della Regione Lazio Alessio D'Amato avrebbe un'opinione positiva riguardo al vaccino: infatti sarebbe intenzionato a chiedere al governo Draghi di produrre il vaccino nel Lazio e di prenotare un milione di dosi al via libera dell'EMA.

## Valutazione scientifica
Secondo Deutsches Ärzteblatt, la rivista ufficiale dell'associazione medica tedesca, sarebbero 38 i volontari coinvolti nelle prime due fasi di sperimentazione, concluse prima della registrazione di emergenza in Russia. Varie critiche sono state espresse da un portavoce del Ministero federale della salute per la mancanza di pubblicazione su riviste specializzati dei dati e articoli sottoposti a revisione paritaria.
Alcuni scienziati hanno definito l'approvazione del Gam-COVID-Vac da parte del governo russo come pericolosa, spericolata e sciocca, mentre il professor Paul Offit, direttore del Vaccine Education Center al Children's Hospital di Filadelfia, ha affermato che l'annuncio del vaccino è stato una trovata politica e che, non essendo sperimentato, potrebbe essere molto dannoso.
Nel rapporto del Gamaleya Research Center for Electrochemistry, è indicato che un esperimento è stato condotto su 38 volontari sani di entrambi i sessi, di età compresa tra 18 e 60 anni. Come risultato dell'osservazione entro 42 giorni dal momento della somministrazione del vaccino, tutti i soggetti sperimentali hanno mostrato "la formazione di anticorpi neutralizzanti il virus del virus SARS-CoV-2". Tuttavia, è indicato che 144 effetti collaterali sono stati osservati nei volontari, 31 dei quali non sono stati completati al momento della fine dello studio. Gli effetti collaterali sono per lo più lievi o moderati: febbre, dolore al sito di iniezione, eruzione cutanea. Il rapporto rileva inoltre: "Titolo di protezione attualmente sconosciuto. La durata della protezione è sconosciuta. Non sono stati condotti studi clinici per studiare l'efficacia epidemiologica”.
Secondo il ministro della Salute russo Mikhail Murashko, entro il 15 settembre è stato testato un ulteriore vaccino su 300 volontari, il 14% ha lamentato degli effetti collaterali.
Negli studi clinici, l'efficacia è stata valutata in più di 16.000 volontari, 21 giorni dopo aver ricevuto la prima dose del vaccino o del placebo. La valutazione preliminare dell'efficacia del vaccino era superiore al 90%. Come dati sono stati raccolti 20 casi confermati della malattia che si è verificata 21 giorni dopo che i volontari hanno ricevuto la prima immunizzazione. In una rianalisi dei dati degli studi clinici di fase III su più di 18.794 volontari sulla base di 39 casi confermati di coronavirus rilevati nel gruppo placebo e nel gruppo vaccino, l'efficacia del vaccino al 42º giorno dopo la prima iniezione è stata superiore al 95%. I dati intermedi ottenuti durante la ricerca saranno pubblicati dal gruppo di ricerca in una delle principali riviste mediche internazionali peer-reviewed.
Il 16/04/2021 lo scienziato russo Denis Logunov, uno degli sviluppatori del vaccino Sputnik V, ha detto che il vaccino si è dimostrato efficace al 97,6% contro COVID-19 in una valutazione basata su dati di 3,8 milioni di persone.
Deepak Sapra, amministratore delegato di API and Services, ha confermato che negli studi con 1.600 soggetti in India, i dati sull'immunogenicità erano in linea con quelli della Russia.

## Reazioni avverse
L'Ema sta approfondendo le circostanze che hanno portato alla morte di quattro persone dopo la somministrazione del vaccino Sputnik. La notizia è stata riportata il 9 aprile 2021 da EUobserver, un giornale online indipendente con sede a Bruxelles, secondo il quale gli esperti dell’Ema stanno verificando le informazioni trapelate dalla RosPotrebNadzor, il Servizio federale russo di sorveglianza sulla protezione dei diritti dei consumatori e del benessere umano. Dai file interni al RosPotrebNadzor, a cui EUobserver ha avuto accesso, emerge che oltre ai quattro deceduti almeno altri sei cittadini russi avrebbero subito serie complicazioni mediche dopo aver ricevuto il vaccino. Dei quattro deceduti, tre erano donne rispettivamente di 51, 69 e 74 anni. Il quarto decesso non è stato identificato nei file riportati dalla testata.
La rivista Nature ha pubblicato una ricognizione sugli effetti gravi avversi dello Sputnik intitolata "Ci sono sempre più evidenze che il vaccino Sputnik V sia efficace e sicuro" in particolare si citano i 2.8 milioni di vaccinati in Argentina dove non sono stati rilevati effetti avversi come le rare condizioni di coagulazione del sangue, a differenza dei vaccini Oxford-AstraZeneca e Johnson & Johnson che hanno questi rari e gravi effetti collaterali.

## Produzione

### Serbia
RDIF e il Torlak Institute of Virology, Vaccines and Sera hanno annunciano l'inizio della produzione del vaccino russo contro il coronavirus Sputnik V in Serbia facendo del paese il primo stato dell'Europa meridionale a produrre Sputnik V.

### Argentina
Il 21 aprile 2021, Il Fondo russo per gli investimenti diretti e la società farmaceutica Laboratorios Richmond SACIF hanno annunciato che è iniziata la produzione del primo lotto del vaccino russo Sputnik V contro il coronavirus in Argentina. La produzione su vasta scala del vaccino dovrebbe iniziare a giugno.
Secondo un comunicato congiunto del Russian Direct Investment Fund e dalla società farmaceutica Richmond SACIF Laboratories la capacità di produzione sarà di 500 milioni di dosi all’anno.

### India
Secondo le previsioni l'India diventerà un importante centro di produzione del vaccino russo Sputnik V con una stima iniziale di 50 milioni di dosi al mese entro l'estate del 2021.
Con gli accordi stipulati fino ad aprile 2021, l'India è il principale hub di produzione per Sputnik V. RDIF ha raggiunto accordi con le principali aziende farmaceutiche del paese come Gland Pharma, Hetero Biopharma, Panacea Biotec, Stelis Biopharma, Virchow Biotech e Shilpa per produrre più di 850 milioni di dosi all'anno.

### Corea del Sud
RDIF ha stipulato un accordo per produrre 650 mln di dosi con il consorzio guidato dall'azienda sudcoreana GL Rapha.
Inoltre il 16/04/2021 è stato siglato un accordo con il consorzio guidato da Huons Global. I volumi di produzione non sono stati resi noti ma il consorzio è in grado di produrre circa 100 mln di dosi mensili.

### Cina
In aprile RDIF e Hualan Biological Bacterin si sono accordati per produrre oltre 100 milioni di dosi di Sputnik V in Cina.

### Turchia
Dopo dei test tossicologici, il 19 aprile la Turchia ha approvato la produzione del vaccino russo contro il COVID-19 Sputnik V.

### Egitto
RDIF e Minapharm hanno raggiunto un accordo per produrre 40 milioni di dosi del vaccino Sputnik V in Egitto.

### Italia
Nel mese di marzo 2021 RDIF e ADIENNE Pharma & Biotech hanno raggiunto un accordo per produrre il vaccino Sputnik V in Italia.